# Császári és Királyi Hadügyminisztérium

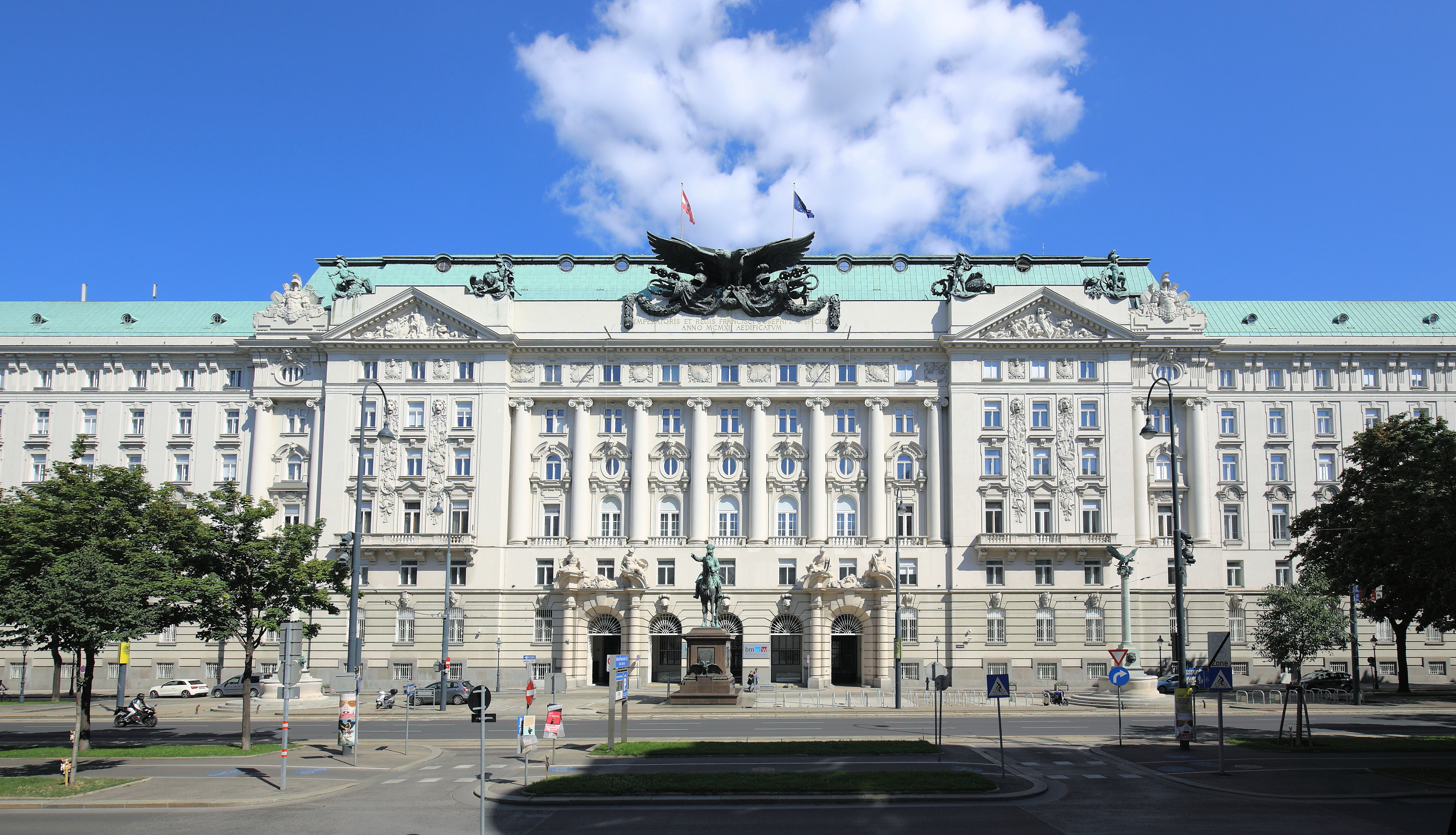
A Hadügyminisztérium épülete a Ringstraßén Bécsben

A császári és királyi hadügyminiszter (német: Kriegsminister), az Osztrák–Magyar Birodalom kettős monarchiáját alkotó két állam három közös minisztériumának egyikének vezetője volt az 1867-es kiegyezésben való létrejöttétől egészen 1918-as felbomlásáig.
Az Osztrák–Magyar Hadsereg és az Osztrák–Magyar Haditengerészet a kettős monarchia alkotórészei közös intézményei voltak, bár mind az Osztrák Császárságnak, mind a Magyar Királyságnak volt saját védelmi minisztériuma, amelyek a honi csapatok belső mozgását volt hivatott irányítani.

## Miniszterek
Az 1867. december 21-i törvény értelmében a hadügyminiszter a pénzügyminiszterrel, valamint a külügyminiszterrel együtt az utóbbi irányítása alatt megalakította a Közös Ügyek Miniszteri Tanácsát. A három császári és királyi minisztert maga az osztrák császár és magyar király nevezte ki és mentette fel hivatalából.
Lista: 
|     | Portré | Hadügyminiszter                                                    | Hivatalba lépés      | Hivatal elhagyása    | Szolgálati idő   |
| --- | ------ | ------------------------------------------------------------------ | -------------------- | -------------------- | ---------------- |
| 1.  |        | báró Franz von John altábornagy (1815-1876)                        | 1867. december 21.   | 1868. január 18.     | 28 nap           |
| 2.  |        | Franz Kuhn von Kuhnenfeld altábornagy (1817–1896)                  | 1868. január 18.     | 1874. június 14.     | 6 év és 147 nap  |
| 3.  |        | Alexander von Koller lovassági tábornok (1813–1890)                | 1874. június 14.     | 1876. június 20.     | 2 év és 6 nap    |
| 4.  |        | Artur Maximilian von Bylandt-Rheidt tüzérségi tábornok (1821-1891) | 1876. június 20.     | 1888. március 16.    | 11 év és 270 nap |
| 5.  |        | Ferdinand von Bauer tüzérségi tábornok                             | 1888. március 16.    | 1893. július 24.     | 5 év és 130 nap  |
| 6.  |        | Rudolf von Merkl tüzérségi tábornok (1825–1893) ideiglenesen       | 1893. július 24.     | 1893. szeptember 22. | 60 nap           |
| 7.  |        | Edmund von Krieghammer lovassági tábornok (1832-1906)              | 1893. szeptember 22. | 1902. december 17.   | 9 év és 86 nap   |
| 8.  |        | Heinrich von Pitreich tüzérségi tábornok (1841–1920)               | 1893. szeptember 22. | 1902. december 17.   | 9 év és 86 nap   |
| 9.  |        | Franz Xaver von Schönaich gyalogsági tábornok (1844–1916)          | 1906. október 24.    | 1911. szeptember 20. | 4 év és 331 nap  |
| 10. |        | Moritz Auffenberg von Komarów gyalogsági tábornok (1852-1928)      | 1911. szeptember 20. | 1912. december 12.   | 1 éve és 83 nap  |
| 11. |        | báró Alexander von Krobatin tábornagy (1849-1933)                  | 1912. december 12.   | 1917. április 12.    | 4 év és 121 nap  |
| 12. |        | báró steinstätteni Stöger-Steiner Rudolf vezérezredes (1849–1933)  | 1917. április 12.    | 1918. november 11.   | 1 év és 213 nap  |

Az osztrák–magyar hadügyminiszter befolyása az osztrák miniszter-elnök és Magyarország miniszterelnöke közötti rivalizálás miatt korlátozott volt. Sőt, a császár volt az, aki a Császári és Királyi Fegyveres Erők főparancsnokaként tevékenykedett, személyes katonai kancelláriája szolgálta ki, és egy főfelügyelő képviselte. Ezt a pozíciót 1869-től 1895-ig  Habsburg–Tescheni Albert tábornagy töltötte be. Utódja, Habsburg–Lotaringiai Ferenc Ferdinánd  lovassági tábornok 1906-ban felmentette Pitreich minisztert és a 76 éves Friedrich von Beck-Rzikowsky vezérkari főnököt, akit Franz Ferdinánd bizalmas hadnagya, Franz Conrad von Hötzendorf. 1911-ben elbocsátották, de az 1912-es balkáni háborúk során ismét kinevezték Alexander von Krobatin miniszterrel együtt, Conrad önállóan járt el, és közvetlenül a császárnak felelt. A Ferenc Ferdinánd meggyilkolása utáni 1914. júliusi válságban Krobatin miniszterrel együtt az Császári és Királyi Hadsereget „háborúra készültnek” nyilvánították.
1918. október 30-án I. Károly osztrák császár a haditengerészeti parancsnokságot az újonnan megalakult szlovének, horvátok és szerbek jugoszláv államához rendelte. Miután a Magyar Királyság másnap kilépett a reálunióból, az utolsó osztrák–magyar miniszternek, Stöger-Steinernek kellett felügyelnie a megmaradt ciszlajtániai csapatok felszámolását.

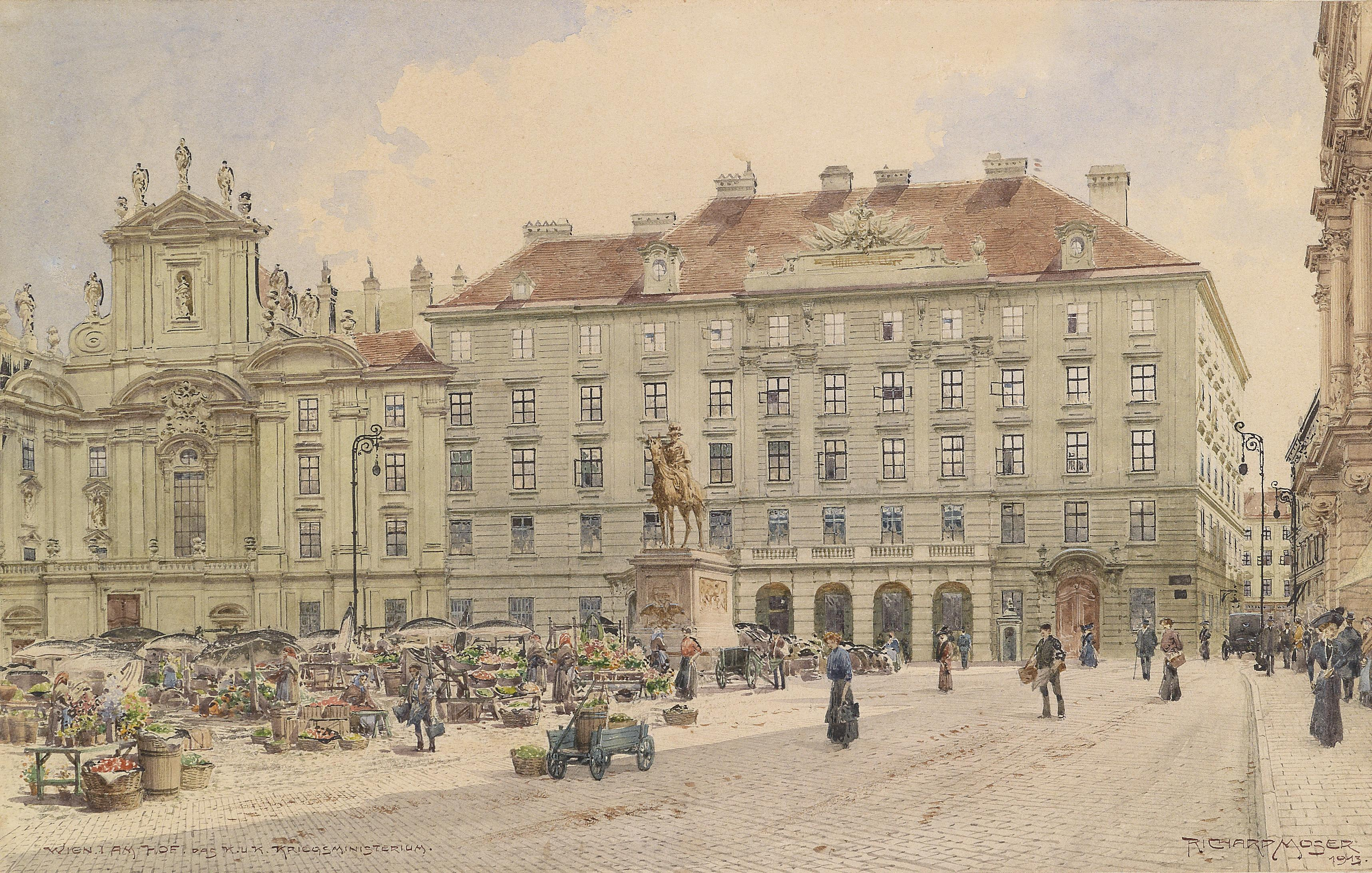
A hadügyminisztérium épülete, az '. 1913-ban lebontották

## Fordítás
Ez a szócikk részben vagy egészben  a   Minister of War (Austria-Hungary) című angol Wikipédia-szócikk ezen változatának fordításán alapul.  Az eredeti cikk szerkesztőit annak laptörténete sorolja fel. Ez a jelzés csupán a megfogalmazás eredetét és a szerzői jogokat jelzi, nem szolgál a cikkben szereplő információk forrásmegjelöléseként.